# Gebre Birkay
Gebre Birkay (1926) is een Ethiopische voormalige langeafstandsloper, die gespecialiseerd was in de marathon. Hij nam eenmaal deel aan de Olympische Spelen, maar won bij die gelegenheid geen medaille.

## Loopbaan
In 1956 maakte Birkay deel uit van de Ethiopische ploeg van twaalf mensen, die deelnamen aan de Olympische Spelen van Melbourne. Dit was voor het eerst in de olympische geschiedenis, dat dit land een ploeg afvaardigde. Birkay finishte bij de marathon in 2:58.49 en eindigde hiermee op een 32e plaats. De wedstrijd werd gewonnen door de Fransman Alain Mimoun, die finishte in 2:25.00.

## Palmares

### marathon
- 1956: 32e OS - 2:58.49